# Johann Christoph Mössler
Johann Christoph Mössler (o Moessler) ( 1770 - 1840 ) fue un botánico alemán

## Algunas publicaciones
- 1805. Taschenbuch der Botanik (Botánica rústica).leer
- 1815. Gemeinnütziges Handbuch der Gewächskunde: Welches, mit Ausnahme der vier und zwanzigsten Klasse des linneischen Systems, die wilden Gewächse Deutschlands enthält, und von den ausländischen diejenigen, welche dem Arzt und Apotheker, dem Färber, Gärtner, und Landwirth nutzen bringen, nebst einer kurzen Einleitung in die Gewächskunde und einem erklärende Verzeichnisse der lateinischen Ausdrücke (Sin Fines de Lucro Manual del Cliente vegetal: ¿Qué, con la excepción de las cuatro y veinte sistema linneischen clase, las plantas silvestres en Alemania contiene, y por los extranjeros, que traen beneficios para el médico y el farmacéutico, el tintorero, el jardinero, agricultor, junto con una breve introducción crecimiento en el cliente y una lista de motivos de frases en latín). Ed. Bey J.F. Hammerich. 1.415 pp.leer
- ------, heinrich gottlieb ludwig Reichenbach. 1827. Joh. Christ. Mössler's Handbuch der Gewächskunde: enthaltend eine Flora von Deutschland, mit Hinzufügung der wichtigsten ausländischen Cultur-Pflanzen, Volumen 1 (Manual de la planta del cliente: que contiene una flora de Alemania, con la adición de las principales plantas cultivadas extranjeros). Ed. Bei J.F. Hammerich. 1.963 pp.leer

- La abreviatura «Mössler» se emplea para indicar a Johann Christoph Mössler como autoridad en la descripción y clasificación científica de los vegetales.[1]